# Zenos Frudakis
Zenos Frudakis (San Francisco, 17 luglio 1951) è uno scultore statunitense.
È uno scultore figurativo i cui soggetti includono ritratti di individui viventi o storici e sculture poetiche-filosofiche caratterizzate da una sensibilità post-moderna. Lavora e vive vicino a Filadelfia. I suoi lavori — spesso di dimensioni monumentali — sono esposti ai Brookgreen Gardens, al The Lotos Club di New York, al Utsukushi ga-hara Open Air Museum in Giappone, all'Accademia Americana del Design, all'ambasciata statunitense a Pretoria, in Sudafrica — così anche in corporazioni, istituzioni e collezioni private negli Stati Uniti e all'estero.

## Biografia
Nato a San Francisco nel 1951 dal musicista e poeta greco Vasilis Frudakis e da Kassiani Alexis, Frudakis crebbe a Wheeling, Virginia Occidentale, e a Gary, Indiana dove lavorò in alcune acciaierie. Cominciò a scolpire in giovane età, e nel 1972 arrivò a Filadelfia per studiare alla Pennsylvania Academy of the Fine Arts.
Studiò scultura con due vincitori del Prix de Rome: suo fratello maggiore, Evangelos Frudakis e il pittore James Hanes.

## Galleria d'immagini

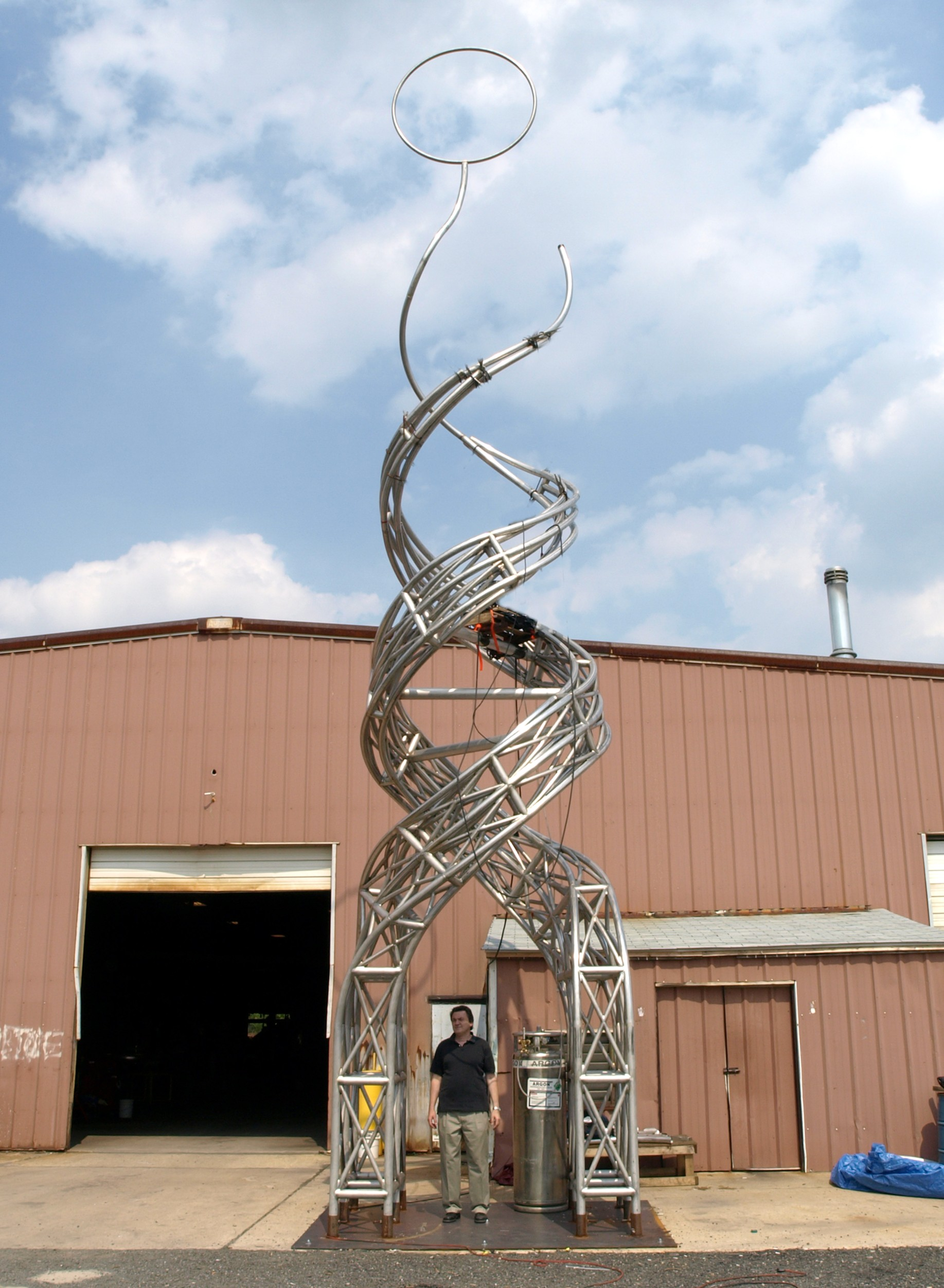
Gateway to Growth (in progress)
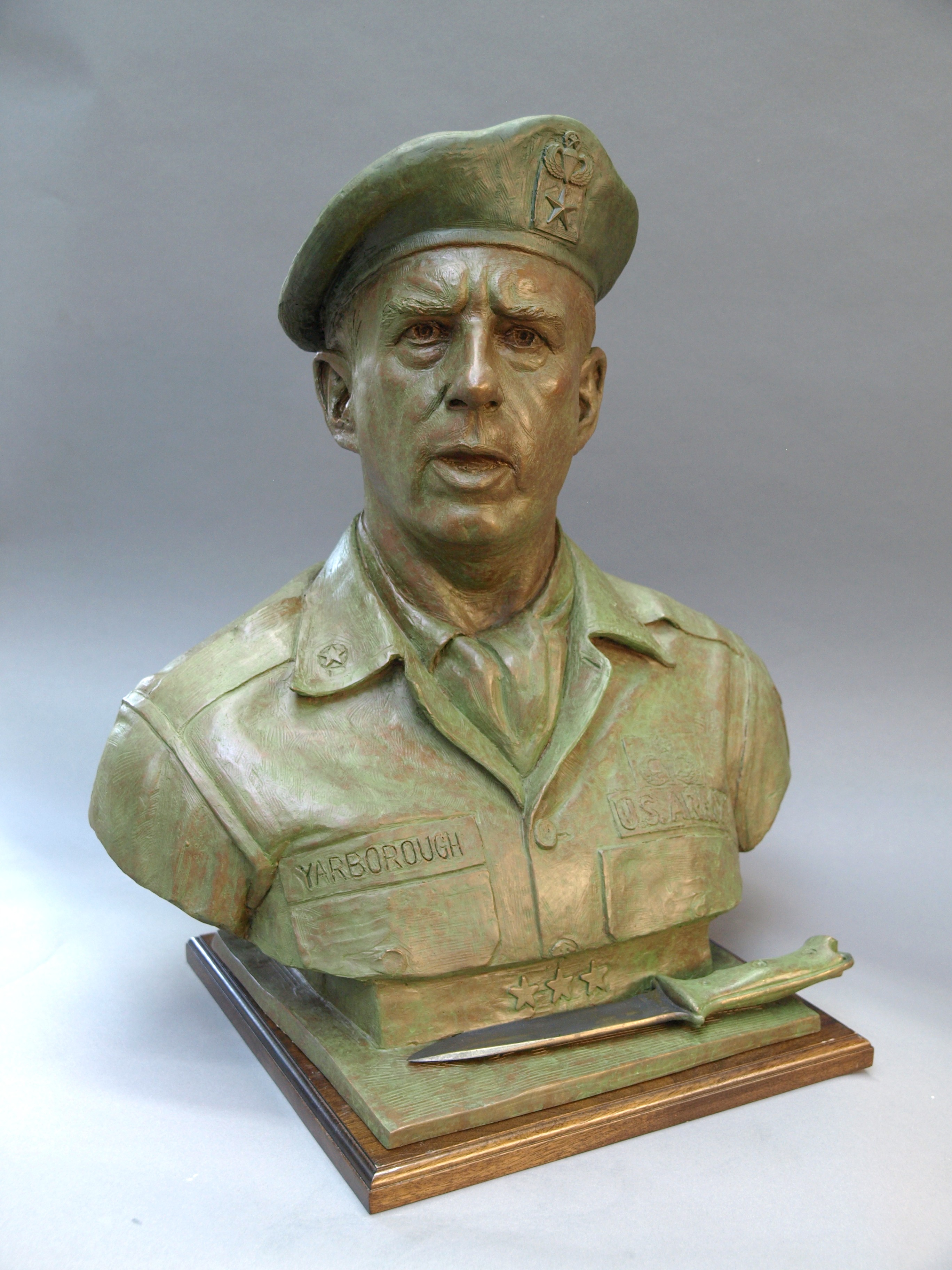
General Yarborough, Airborne & Special Ops Museum, Fayetteville, NC
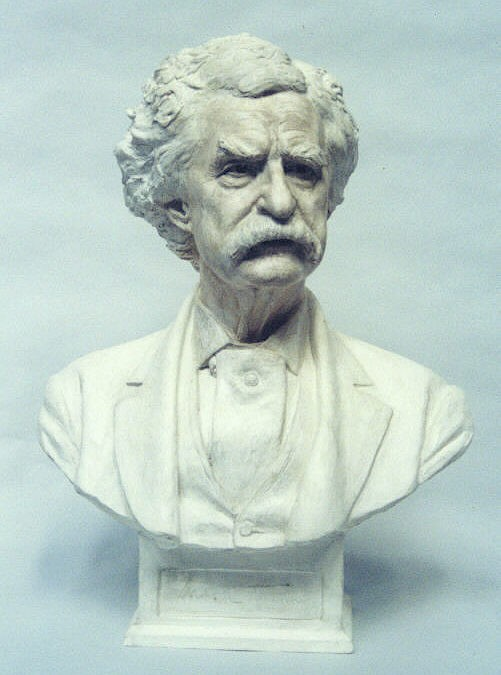
Mark Twain, The Lotos Club, New York, NY
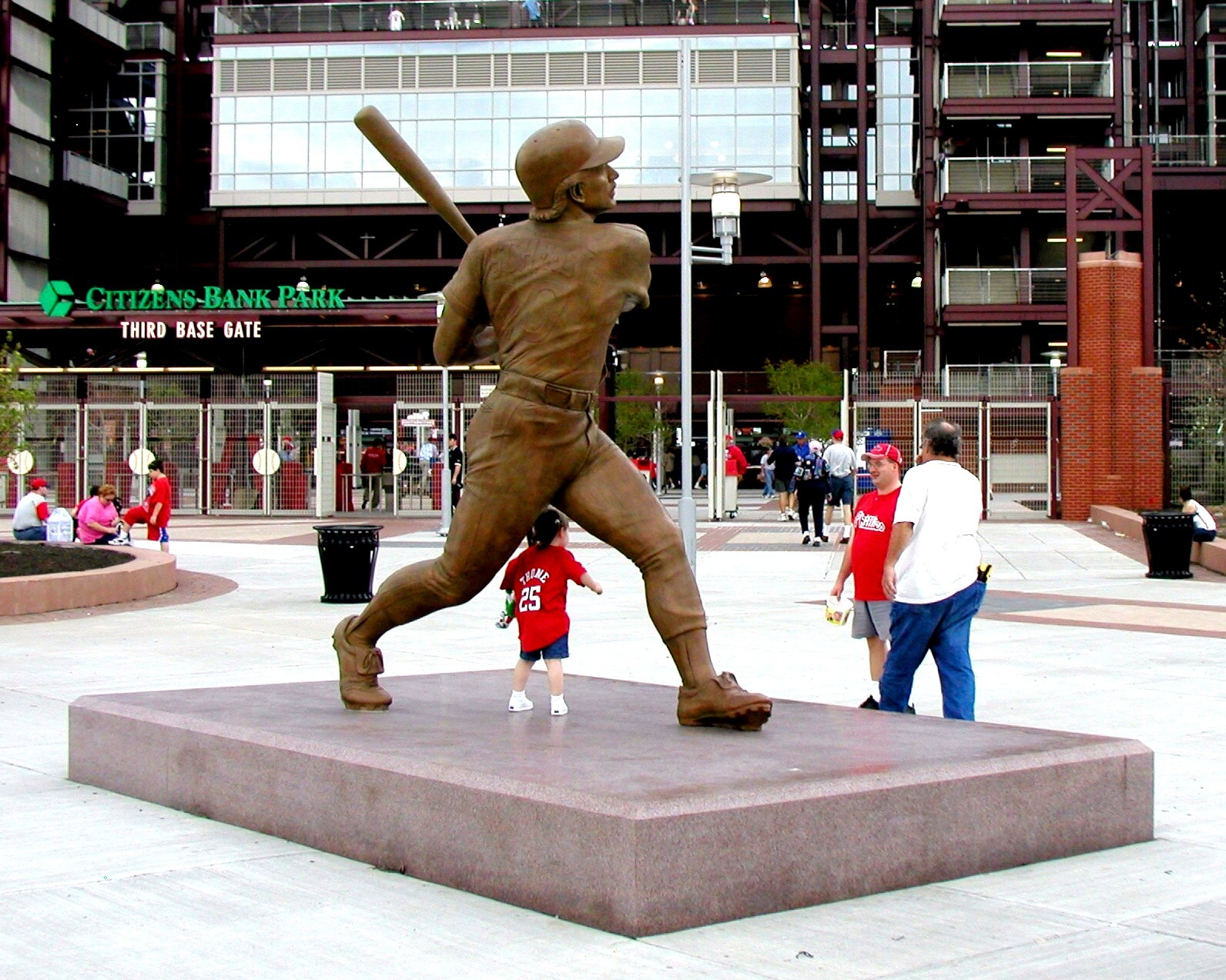
Mike Schmidt, Citizens Bank Park, Philadelphia, PA
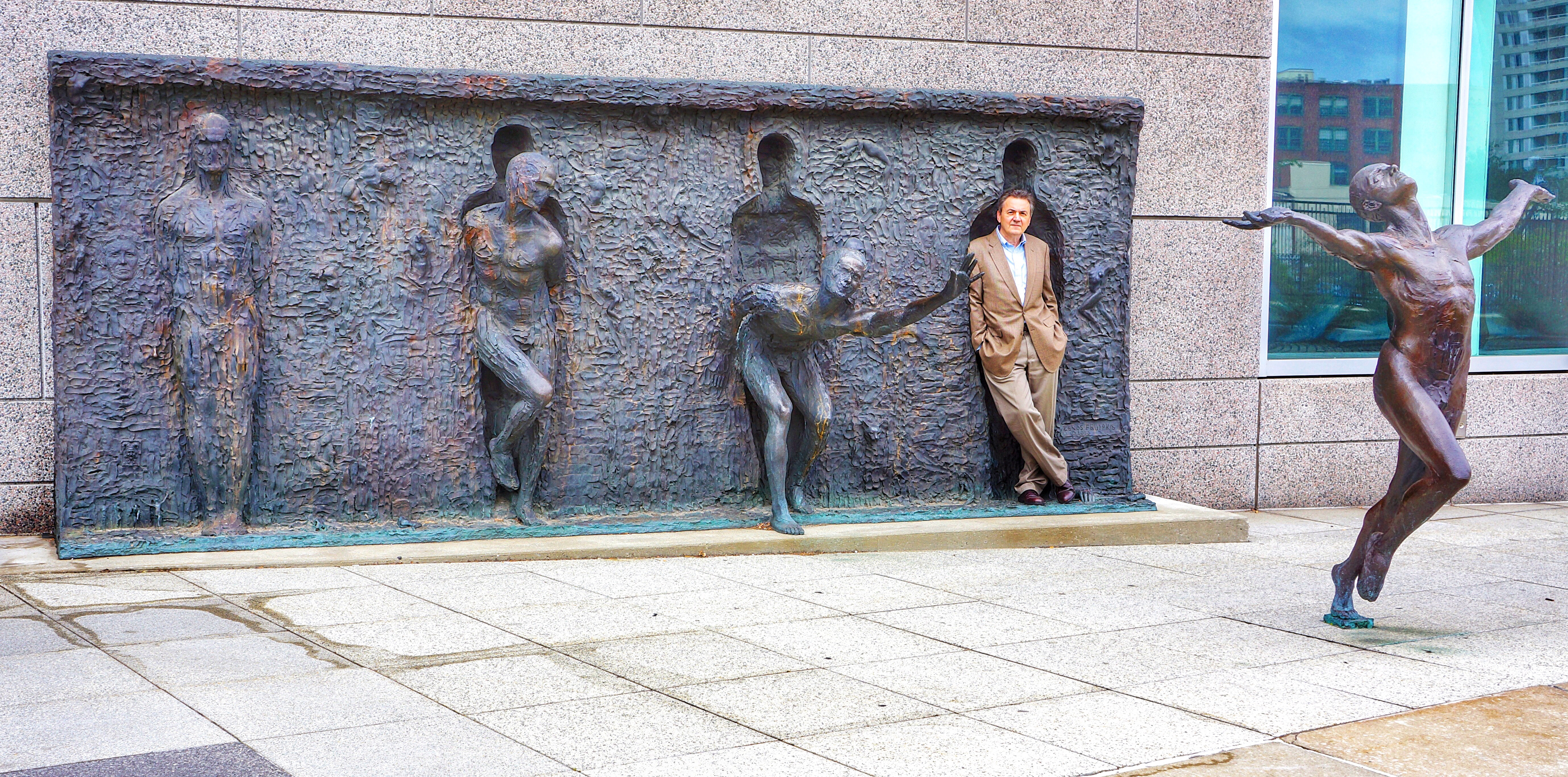
Freedom, Philadelphia, PA (USA)